# Гавелкова, Либуше
Либуше Гавелкова (чеш. Libuše Havelková; 11 мая 1924, Ческе-Будеёвице, Чехословакия — 6 апреля 2017, Прага, Чехия) — чешская и чехословацкая актриса

 театра и кино. педагог. Заслуженная артистка Чехословакии (1981). Лауреат Государственной премии Чехословакии (1976)

## Биография
Жена композитора Сватоплука Гавелки. мать Ондржея Гавелки, актёра, певца и режиссёра.
В 1941—1944 и 1945—1946 годах училась на драматическом отделении Пражской консерватории. В 1946—1948 годах продолжила обучение в Академии исполнительских искусств в Праге. Была одним из основателей студенческого театра DISK, с коллективом которого также выступала в театре Alhambra. С 1948 г. играла в Моравскосилезском государственном театре в Остраве, в 1951—1959 годах — в пражском Театре Буриана. С 1960 по 1991 год — актриса Национального театра в Праге. Заслуженный деятель Национального театра.
Работала на радио, телевидении, занималась дубляжем кино. Преподавала в студии Э. Буриана и в Пражской консерватории, доцент, была заместителем декана Академии исполнительских искусств в Праге.

## Избранная фильмография
- 2001 — Спящая красавица / Šípková Růženka
- 1988 — Не хнычь, Белочка! — бабушка
- 1984 — Три танцующие принцессы / Tři princezny tanečnice
- 1984 — Мы все, обязательно посещающие школу — Марцела Божетехова
- 1981 — В замке и около замка / V zámku a podzámčí — Пливова
- 1977 — Больница на окраине города — адвокат
- 1976 — Розовые сны / Ruzové sny
- 1974—1979 — Тридцать случаев майора Земана
- 1967 — Ночь невесты / Noc nevesty
- 1966 — Поезда под пристальным наблюдением — жена Макса
- 1964 — Старики на уборке хмеля — Катерина
- 1964 — Ковер и мошенник / Cintamani & podvodník
- 1961 — Там, где реки озарены солнцем / Kde reky mají slunce
- 1961 — Найти папу! / Hledá se táta
- 1961 — Божена Немцова/ Božena Němcová
- 1960 — Гордец Лойза / Osení — Бетка Ержабкова, мать Зденека
- 1959 — Репетиция продолжается / Zkouška pokračuje — Маржачкова
- 1958 — Горькая любовь / Horká láska — жена Ковара
- 1957 — Вратарь живёт на нашей улице / Brankář bydlí v naší ulici — жена Свитака
- 1957 — Сентябрьские ночи — жена майора Чибульки
- 1957 — Отправление 13:30 / Florenc 13:30 — буфетчица